# Sergueï Riabkov
Sergueï Riabkov (en russe : Сергей Алексеевич Рябков, Sergueï Alekseïevitch Riabkov), né le 8 juillet 1960 à Leningrad, est un homme politique et diplomate russe, vice-ministre des Affaires étrangères de la fédération de Russie depuis 2008.
Riabkov est né à Leningrad (actuellement Saint-Pétersbourg) en 1960. À 22 ans, en 1982, il sort diplômé de l'Institut d'État des relations internationales de Moscou et intègre immédiatement le ministère soviétique des Affaires étrangères.
À partir de 1995, il est employé au Département de la coopération européenne du ministère des Affaires étrangères. En 2002, il est nommé conseiller à l'ambassade de Russie à Washington. En 2006, il retourne à Moscou et prend la tête de son ancien département (le Département de la coopération européenne). Il est nommé vice-ministre des Affaires étrangères en 2008.

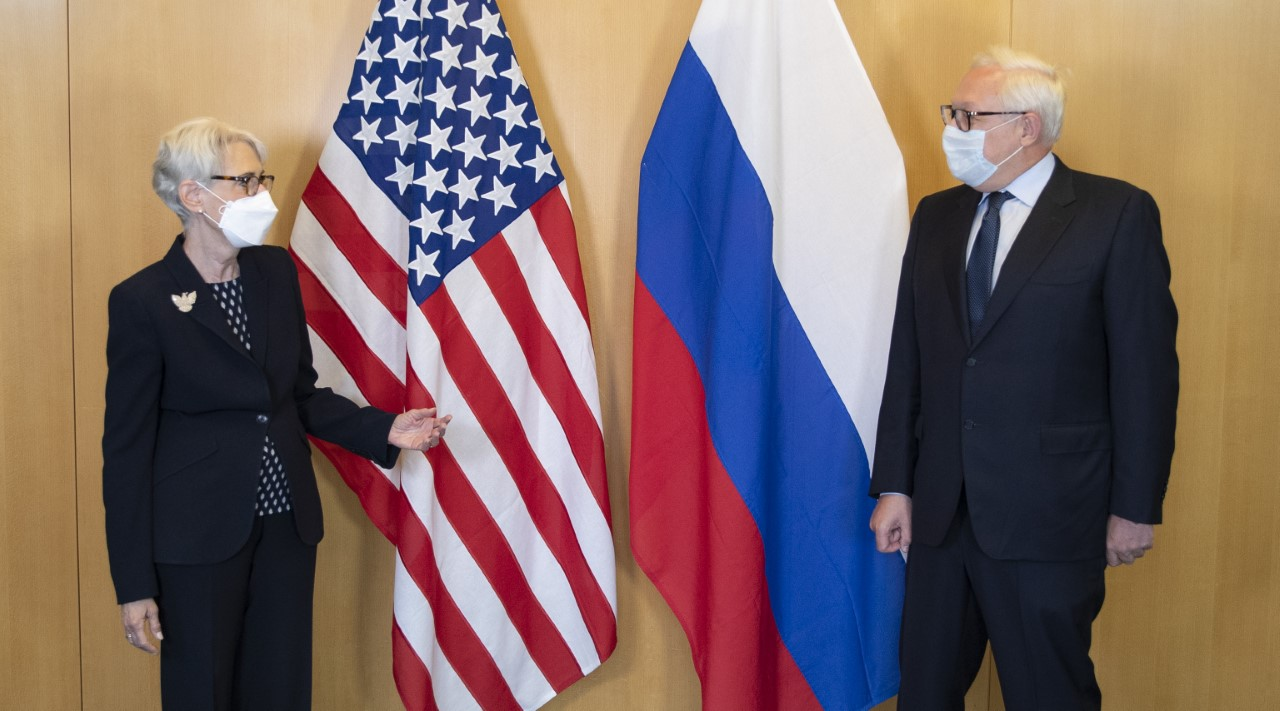
Sergueï Riabkov et Wendy Sherman à Genève le 28 juillet 2021.

Le 28 décembre 2021, les États-Unis et la Russie annoncent que des pourparlers bilatéraux se tiendront à Genève le 10 janvier 2022, sur les activités militaires respectives des deux pays et la montée des tensions à propos de l'Ukraine Les pourparlers sont menés par Riabkov et la secrétaire d'État adjoint des États-Unis, Wendy Sherman. Riabkov a affirmé que la Russie n'avait « aucunement l'intention d'attaquer ou d'envahir l'Ukraine. » . Interrogé sur la possibilité d'un déploiement militaire russe à Cuba ou au Venezuela, Riabkov a déclaré : « Tout dépendra des actions de nos homologues américains. ».
Riabkov parle couramment l'anglais et donne fréquemment des interviews aux médias anglophones. Riabkov est notamment apparu à plusieurs reprises sur la chaîne RT. Il s'exprime souvent au nom du ministère des Affaires étrangères pour commenter les négociations sur le désarmement nucléaire, en particulier sur le nouveau traité START.
Il est marié et père de deux enfants.